# 1740 en arts plastiques
| Années des arts plastiques : 1737 - 1738 - 1739 - 1740 - 1741 - 1742 - 1743    |
| Décennies des arts plastiques : 1710 - 1720 - 1730 - 1740 - 1750 - 1760 - 1770 |

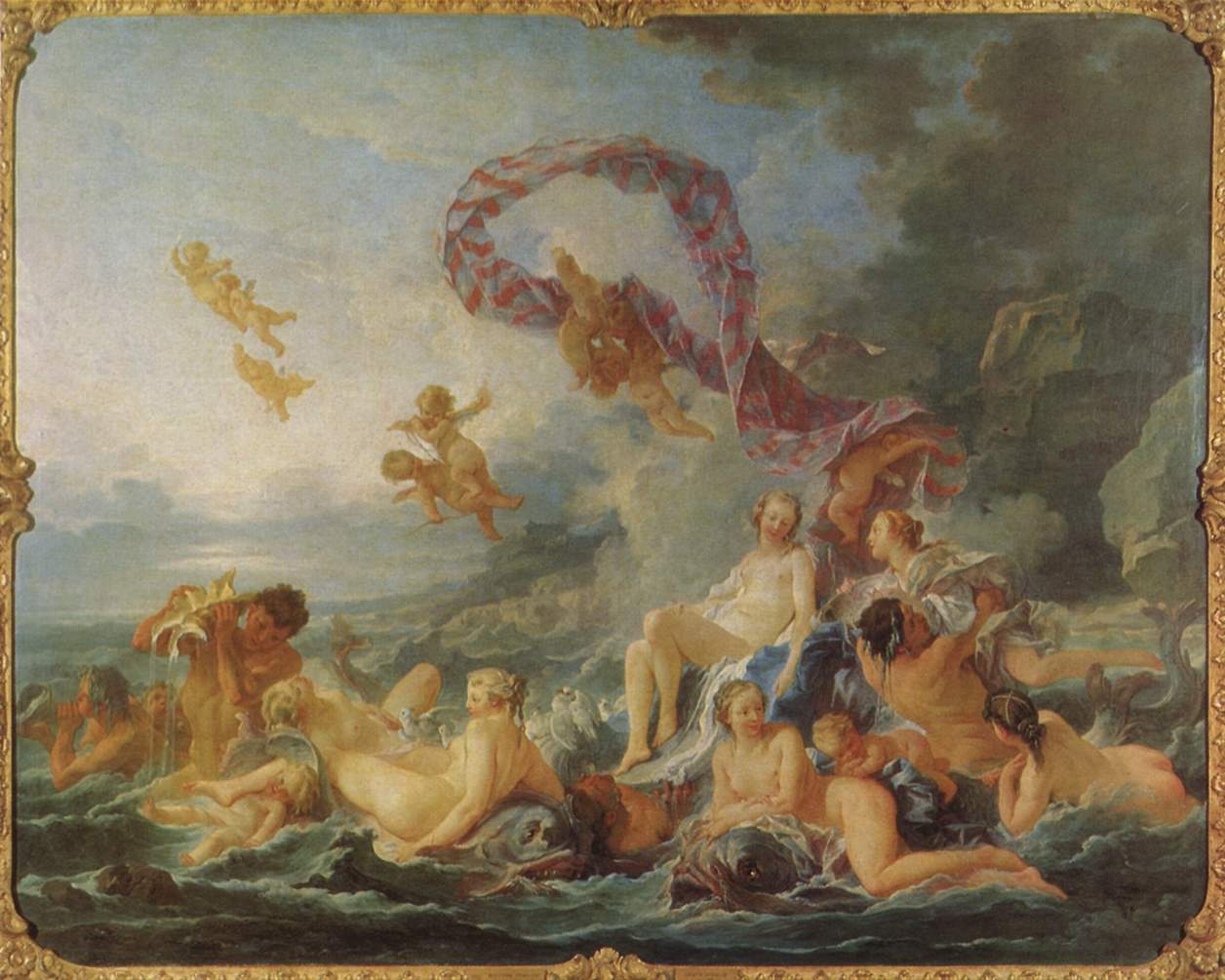
Le Triomphe de Vénus, toile de François Boucher.

Cette page concerne l'année 1740 en arts plastiques.

## Naissances
- 2 mars : Nicholas Pocock, peintre anglais († 9 mars 1821),
- 11 mars : Carl Gustav Gottfried Hilfeling, peintre suédois († 22 octobre 1823),
- 27 avril : Antoine Vestier, peintre français († 1824),
- 20 juin : Clément-Pierre Marillier, dessinateur et graveur français († 11 août 1808),
- 31 octobre : Philippe-Jacques de Loutherbourg, peintre franco-anglais († 11 mars 1812).
- ? :
  - Manuel Bayeu, peintre espagnol († vers 1809),
  - Angelo Gottarelli, peintre italien († 13 octobre 1813),
  - Jacques-Manuel Lemoine, peintre français († 21 février 1803),
  - Louis-Gabriel Moreau, dessinateur, aquafortiste et peintre français († 12 octobre 1806),
  - William Humphrey, graveur, éditeur et marchand d'estampes britannique († 1810).

## Décès
- 14 mars : Gabriel Audran, peintre et sculpteur français (° 1659),
- 17 mars : Charles Sevin de La Penaye, peintre français (° 16 novembre 1685),
- 31 mars : Rinaldo Botti, peintre italien (° 1658),
- 21 avril : Antonio Balestra, peintre rococo italien (° 12 août 1666),
- 16 juillet : Jan Kupecký, peintre hongrois (° 1667),
- 20 juillet : Giuseppe Antonio Caccioli, peintre italien (° 18 octobre 1672),
- ? : 
  - Francesco Costa, peintre italien (° 1672),
  - Jean-Baptiste Scotin, graveur français (° 9 juillet 1678).